# エスキ・モスク
エスキ・モスク（トルコ語: Eski Camii、エスキ・ジャーミイ）は、トルコのエディルネにある15世紀初頭のオスマン帝国時代に建設されたモスクである。日本語で旧モスクと表記されることもある。
1403年にエディルネを統治していたスレイマン（Süleyman Çelebi）の命により建設が始まり、1414年に彼の弟であるオスマン帝国皇帝メフメト1世の治世に完成した。エディルネに現存する中では最古のモスクである。
モスクはエディルネ旧市街の中心部にあり、近隣には有名なセリミエ・モスクやユチュ・シェレフェリ・モスクなどがある。モスクの建物は4本の柱に支えられた9個のドームによって覆われている。